# مقاطعة جاسبر (آيوا)
مقاطعة جاسبر (بالإنجليزية: Jasper County) هي إحدى مقاطعات ولاية آيوا في الولايات المتحدة الأمريكية.